# 5×5=25
5x5=25 fue una exposición de arte abstracto en dos partes celebrada del septiembre al octubre de 1921 en Moscú. Los cinco artistas cuyo trabajo se mostró fueron Aleksandra Ekster, Lyubov Popova, Alexander Rodchenko, Varvara Stepánova y Alexander Vesnin. Presentaron un trabajo geométrico muy abstracto que rechazaba las formas expresionistas de pintura comunes antes de la Primera Guerra Mundial y afirmaba ser el «fin» o la «muerte» del arte.
Rodchenko presentó tres lienzos de un solo color (rojo, amarillo y azul). Vio que su investigación formal sobre el constructivismo había llegado a su fin en este punto y afirmó que había demostrado el «fin de la pintura». La exposición ha sido considerada un manifiesto anti-pintura.
Lyubov Popova mostró lienzos casi desnudos, desconcertando a los espectadores y provocando elogios de los críticos. Su «huida de la pintura» influyó en Vasili Kandinski, Mark Rothko y Ad Reinhardt. La propia Popova no consideró sus obras como «el final»; por el contrario, escribió, «todas las piezas presentadas aquí deben considerarse meras preparaciones para la construcción concreta».
Alexander Vesnin presentó cinco lienzos cubistas abstractos que parecen puras abstracciones pero que, de hecho, eran la descomposición final de figuras humanas. La portada del catálogo de Vesnin, en particular, es típica de su libro y arte publicitario de la época: los números en dos líneas (5x5 y 25) están desplazados contra la línea de base, pero esta irregularidad está «disfrazada» por líneas en ángulo que diseccionan el espacio.
Los catálogos de la exposición fueron dibujados a mano por los artistas y contenían obras de arte originales que nunca se habían mostrado públicamente. Al menos diez álbumes únicos sobreviven en Rusia hasta la fecha. La muestra de 1921 fue reconstruida en 2009 en la Tate Gallery de Londres. Los críticos modernos siguen divididos sobre la cuestión de si la «muerte de la pintura» fue una declaración genuina del arte moderno o un callejón sin salida sin futuro.